# Droga krajowa B11a (Niemcy)
Droga krajowa 11a (niem. Bundesstraße 11a, B 11a) – niemiecka droga krajowa służąca jako droga dojazdowa do A95 i zarazem jako południowa obwodnica Wolfratshausen.